# Rose Bernd
Pour les articles homonymes, voir Rose Bernd (homonymie).
Rose Bernd est une pièce de théâtre dramatique en cinq actes du dramaturge allemand Gerhart Hauptmann, prix Nobel de littérature 1912. 
La pièce, rattachée au mouvement naturaliste, a été créée le 31 octobre 1903 à Berlin, au Deutsches Theater.

## Personnages
- Bernd, le diacre
- Rose Bernd, la fille aînée
- Marthel, la fille cadette
- Christopher Flamm, propriétaire foncier et magistrat
- Mme Flamm, l'épouse de Flamm
- Arthur Streckmann, le machiniste
- August Keil, le relieur de livre
- Hahn, Heinzel, Golisch et Kleinert, ouvriers agricoles
- la vieille Mme Golisch
- la servante en chef
- l'assistante de la servante
- un policier

## Résumé
Rose Bernd parle à un ami, Flamm, avec qui elle est maintenant mal à l'aise. Il flirte avec elle : « Rosie, donne-moi ta chère, bonne et fidèle petite paluche. Par le ciel, Rosie ! Regarde, je suis un garçon diaboliquement bizarre ! J'adore ma chère vieille femme ; c'est aussi vrai que... ». Rose cache son visage dans son bras et dit : « Tu me donnes envie de mourir de honte ». Flamm se plaint de sa femme : « Depuis neuf ans, elle est clouée au lit, tout au plus elle rampe dans un fauteuil roulant. - Tout confondre, à quoi me sert ce genre de truc ? ».
Le père Bernd, diacre, souhaite que Rose épouse August Keil, un relieur, dont la santé est fragile. Rose laisse entendre qu'il vaudrait mieux retarder le mariage, ce qui est déjà le cas depuis trois ans ! Keil aborde l'affaire : « Je suis fait pour le malheur ! c'est ce que je vous ai toujours dit, Père Bernd, malgré tout, j'ai réfléchi, j'ai travaillé et Dieu a donné sa bénédiction pour que je ne sois pas laissé de côté. Mais je peux pleurer ; ces choses ne sont pas pour moi ! ». Le père Bernd et Keil partent, déçus. Mme Flamm cherche à découvrir la raison des retards de Rose et suppose qu'elle est enceinte. Ayant perdu un fils, Mme Flamm, seule, s'exclame : « Ah, jeune fille, c'est une bonne fortune que vous avez, pas un mal ! Il n'y en a pas de meilleur pour une femme ! Tiens bon ! ». Finalement, Rose décide d'épouser Keil, avec le bébé de Flamm dans son ventre. Rose admet aimer Flamm et il l'aime, mais, étant marié, la situation est désespérée.
Streckmann revient, et Rose l'accuse : « J'ai couru vers vous dans la terrible terreur de mon cœur ! Et je vous ai supplié pour l'amour de Dieu de ne rien mettre entre moi et August. Je me suis glissée à genoux devant toi - et tu dis, toi, j'ai couru après toi ! Qu'est-ce que c'était vraiment ? Vous avez commis un crime - un crime contre moi ! Un c'est pire un truc de scélérat ! C'était un crime - doublement et triplement ! Et le Seigneur vous le rapportera ! ». Streckmann dit jalousement : « Je suis aussi bon que Flamm. Et je ne veux plus rien entre vous et lui ! ». Rose répond : « Je vais sauter dans son lit, scélérat ! Et ça ne vous concernerait pas autant ! ». Elle poursuit ses accusations : « Tu m'as sauté dessus comme une bête sauvage ! Je sais ! J'ai essayé de sortir par la porte ! Et toi, tu m'a agrippé et tu as déchiré mon corsage et ma jupe ! J'ai saigné ! J'aurais pu sortir par la porte ! ». Bernd et Keil entendent une partie des accusations de Rose. Tourmenté, Streckmann riposte, frappant Keil et appelant Rose « une fille qui est commune à tout le monde qui la veut... ». Keil perd un œil.
Chez eux, M. et Mme Flamm discutent de son adultère. Plus tard, Mme Flamm tente d'entendre Rose au sujet de la procédure judiciaire, le père Bernd poursuivant Streckmann en justice pour avoir calomnié sa fille. Rose n'a pas contredit Strackmann, pour lequel Mrs. Flamm l'accuse : « Et tu n'as pas dit la vérité, ma fille ? Vous avez menti quand vous étiez sous serment, peut-être ? - Vous n'avez aucune idée de ce que cela signifie et de ce que vous avez fait ? Comment avez-vous fait cela ? Comment pouvez-vous penser à une telle chose ? ». Sur quoi Rose crie brusquement : « J'avais tellement honte ! ». Dans la maison de Bernd, Keil lui dit : « Père, tu vas devoir retirer ton costume ». Il refuse. Keil rétorque : « Notre Rose n'était qu'un humain faible comme les autres. » Bernd est stupéfait et répond confusément : « Non, je ne vous comprends pas bien ! ». Rose arrive. Bernd est amer contre elle, mais Keil la soutiendra, bien que préoccupé par son parjure. Rose crie : « O Jésus, Jésus, qu'est-ce que j'ai fait ? Pourquoi suis-je rentré chez moi ? Pourquoi ne suis-je pas resté avec mon petit bébé ? ». Stupéfait qu'elle a accouché, Keil demande : « Avec qui ? ». Lorsqu'un gendarme arrive pour signer des papiers relatifs à la procédure judiciaire, Rose avoue le meurtre de son bébé.

## Adaptations
Le drame a été adapté à quatre reprises pour le cinéma et la télévision, en 1919, 1957, 1962 et 1998. 
La version de 1998, réalisée par Valentin Jeker, met en vedette Johanna Wokalek dans le rôle de Rose Bernd. Au théâtre, la comédienne a reçu trois prix du meilleur espoir et une large reconnaissance critique pour sa performance dans la pièce,,,.